# Nicolae Pleșiță
Nicolae Pleșiță (n. 16 aprilie 1929, Curtea de Argeș, Argeș, România – d. 28 septembrie 2009, București, România) a fost un general român de Securitate, care a condus Direcția de Informații Externe (1980-1984). Torționar al regimului comunist, nu a fost niciodată tras la răspundere pentru faptele sale.

## Biografie
Nicolae Pleșiță a aderat de tânăr, în decembrie 1947, la Partidul Comunist Român și a devenit activist cu problemele tineretului. Atunci era muncitor la fabrica de cherestea „Moroieni” din localitatea natală și, în același timp, președintele sindicatului forestierilor. În mai 1948 a fost scos din producție și trimis la organizația județeană a UTC Argeș.
În 1948, după înființarea Direcției Generale a Securității Poporului (DGSP), CC al PMR a trimis în toate județele țării comisii de recrutare de personal pentru organul nou înființat. În același an, Pleșiță a fost recrutat ca salariat al Securității , cu gradul de plutonier, la Direcția Regională Pitești a Securității.
În 1951 a fost avansat în grad și mutat din funcție în funcție în diferite zone ale țării. Astfel, a îndeplinit funcții de conducere în cadrul organelor de Securitate: șef secție și șef serviciu la Regionala de Securitate Arad și Vâlcea (1951-1952); șef secție la Regionala de Securitate Pitești (1952-1953); șef serviciu la Direcția Cadre a Ministerului de Interne (1953-1956); locțiitor șef serviciu la Direcția Regională de Securitate Pitești (1956-1961).
În anul 1958, Pleșiță a fost avansat la gradul de căpitan de Securitate și i s-a conferit decorația Steaua RPR, ca răsplată pentru activitatea de combatere a grupurilor de rezistență anticomunistă organizate în munți. A urmat apoi un curs de specializare de un an la Universitatea Serală de Marxism-Leninism din Uniunea Sovietică (1958).
În perioada 30 decembrie 1961 - 19 aprilie 1967, colonelul Pleșiță a deținut funcția de șef al Direcției Regionale de Securitate și membru supleant al Biroului Comitetului Regional de Partid Cluj, având în subordinea sa organele securității din 5 județe. În acest timp, a urmat cursurile Facultății de Istorie a Universității „Babeș-Bolyai” din Cluj (1964-1968).
În 1967 a fost transferat la București în funcția de șef al Direcției de Securitate și Gardă a Ministerului de Interne (19 aprilie 1967 - 27 noiembrie 1972), fiind înaintat la gradul de general-maior. La 27 noiembrie 1972 este numit șef al Direcției I din Direcția Generală de Informații Interne. În iarna anului 1972 a fost mutat disciplinar în postul de șef al Serviciului de asigurare materială și financiară al Inspectoratului Județean de Securitate Ilfov, cu sarcini pe linie administrativă.
A fost readus în decembrie 1973 cu funcții de conducere în cadrul Ministerului de Interne: locțiitorul șefului Direcției I din cadrul Ministerului de Interne (decembrie 1973 - martie 1974); secretar general în Ministerul de Interne (martie 1974 - noiembrie 1975); prim-adjunct al ministrului de interne (4 noiembrie 1976 – 29 septembrie 1978) și adjunct al ministrului de interne (22 aprilie 1980 – 26 noiembrie 1984). A fost avansat la gradul de general-locotenent (cu 2 stele) în 7 mai 1977 și a condus, împreună cu generalul Emil Macri, reprimarea minerilor participanți la greva minerilor din Valea Jiului din august 1977.
În perioada septembrie 1978 - 22 aprilie 1980 a deținut funcția de comandant al Școlii militare de ofițeri activi a Ministerului de Interne de la Băneasa. La Congresul al XII-lea al PCR din noiembrie 1979 a fost ales membru supleant al CC al PCR.
În perioada 22 aprilie 1980 - 26 noiembrie 1984, a deținut funcția de prim-adjunct al ministrului de interne și șef al Centrului de Informații Externe (CIE) din cadrul Direcției Securității Statului (DSS). La 26 noiembrie 1984, Pleșiță a fost destituit și numit în funcția de comandant al Școlii de perfecționare a cadrelor de rezervă din Ministerul de Interne de la Grădiște, de unde a fost trecut în rezervă la 19 februarie 1990 cu gradul de general-locotenent (cu 2 stele) .
A deținut și funcții în partid, fiind membru în Biroul organzației de bază a Comitetului de Partid din Ministerul de Interne, membru al Comisiei de Revizie a CC al PCR și membru supleant al CC al PCR (1979-1984).
După Revoluția din decembrie 1989, generalul Pleșiță a fost inculpat în 1997 pentru complicitate la atentatul cu bombă din 21 februarie 1981 de la postul de radio Europa Liberă din München, pus la cale de celebrul terorist Carlos Șacalul (Ilich Ramírez Sánchez), dar instanța militară a întrerupt ancheta în anul 2000, aceasta fiind reluată în anul 2004 de un tribunal civil. În martie 2009, Nicolae Pleșiță a fost scos de sub urmărirea penală privind implicarea în atentat .
După 1990, generalul Pleșiță a apărut adesea în emisiuni de televiziune în care a apărat cu îndârjire acțiunile de reprimare a rezistenței românești din munți, la care a luat parte ori le-a comandat. De asemenea, el a condus direct ancheta la care a fost supus scriitorul disident Paul Goma, înainte ca acesta să fie silit să plece în exil la Paris. El a fost acuzat de poliție politică, fără ca această acuzație să aibă urmări de ordin penal. Totodată, Pleșiță a fost unul dintre cei mai vehemenți contestatari ai fostului său coleg din securitatea ceaușistă, gen. Ion Mihai Pacepa, cel care, în vara lui 1978, a fugit în SUA, pe când deținea funcția de adjunct al șefului DIE.
Nicolae Pleșiță a încetat din viață la 28 septembrie 2009 în urma unei apoplexii, după ce ultimele trei luni de viață și le-a petrecut într-un sanatoriu al SRI din București . A fost înmormântat miercuri, 30 septembrie 2009, în orașul natal Curtea de Argeș, la cimitirul parohial Sf. Dumitru. Foștii subalterni de la Cluj-Napoca au trimis o coroană funerară, la fel și o unitate din cadrul SRI, dar și generalul Iulian Vlad, ultimul șef al Departamentul Securității Statului.

## Decorații
- Ordinul „Steaua Republicii Populare Romîne” clasa a IV-a (7 mai 1958) „pentru merite deosebite obținute în muncă, pentru priceperea și devotamentul de care au dat dovadă în îndeplinirea sarcinilor de serviciu”[17]
- Ordinul „Steaua Republicii Populare Romîne” clasa a V-a (12 septembrie 1958) „pentru merite deosebite obținute în îndeplinirea sarcinilor de serviciu”[18]
- Medalia Muncii (12 august 1959) „pentru contribuția activă la întărirea regimului democrat-popular”[19]
- Ordinul „Pentru servicii deosebite aduse în apărarea orînduirii sociale și de stat” clasa a III-a (8 iulie 1960) „pentru rezultate deosebite obținute în îndeplinirea sarcinilor de serviciu”[20]
- Ordinul „23 August” clasa a IV-a (10 august 1964) „pentru merite deosebite în opera de construire a socialismului, cu prilejul celei de a XX-a aniversări a eliberării patriei”[21]
- Ordinul „Tudor Vladimirescu” clasa a III-a (20 aprilie 1971) „pentru merite deosebite în opera de construire a socialismului, cu prilejul aniversării a 50 de ani de la constituirea Partidului Comunist Român”[22]

## Legături externe
- VLADIMIR TISMĂNEANU: Nedreptatea, 1 octombrie 2009, Vladimir Tismăneanu, Evenimentul zilei
- "I-am ucis, bineînțeles. Asta făceam noi", 30 septembrie 2009, Vlad Stoicescu, Evenimentul zilei
- STOICESCU: Moș Nicolae împarte cadourile Securității, 14 februarie 2010, Vlad Stoicescu, Evenimentul zilei
- Moartea unui torționar: Pleșiță nu și-a regretat crimele | VIDEO, 1 octombrie 2009, Andrei Udișteanu, Vlad Odobescu, Evenimentul zilei
- Securistul Pleșiță despre teroristul Carlos Șacalul: "Era un om simpatic", 13 iunie 2005, Evenimentul zilei
- Torționarul Nicolae Pleșiță, la Judecata de Apoi: 'Vai, săracele victime...', 1 octombrie 2009, Mihai Mincan, Iulius CEZAR, Denisa Grigore, Adevărul
- Nicolae Pleșiță a fost omul de legătură între Ceaușescu și Carlos "Șacalul", 4 ianuarie 2010, Ionel Dancu, Adevărul